# اونیو (خواننده)
لی جین کی (کره‌ای: 이진기; متولد 14 دسامبر 1989)، که بیشتر با نام هنری خود اونیو شناخته می شود، خواننده، ترانه سرا، بازیگر و مجری اهل کره جنوبی است. اونیو که در گوانگمیونگ، استان گیونگ‌گی به دنیا آمد، در سال 2006 در کاستینگ آکادمی اس ام کشف شد و یک روز پس از تست بازیگری با اس‌ام انترتینمنت قراردادی امضا کرد. او به عنوان یکی از خوانندگان اصلی و رهبر گروه پسر شاینی در می 2008 شروع به کار کرد، که به یکی از پرفروش ترین هنرمندان در کره جنوبی تبدیل شد.